# کانگ جون-هو
کانگ جون-هو (انگلیسی: Kang Joon-ho; ۲۲ ژوئن ۱۹۲۸ – ۲۴ سپتامبر ۱۹۹۰) بوکسور اهل کره جنوبی بود.